# Senekal
Senekal este un oraș din Africa de Sud.